# UCI ProTour 2008
UCI ProTour 2008 er den fjerde sæson UCI arrangerer sin ProTour.
Sammenlignet med UCI ProTour 2007 er der en del ændringer. Discovery Channel og Unibet.com lukker efter 2007-sæsonen, og der blev ikke givet nye ProTour-licenser, så antallet ProTour-hold reduceres til 18.
Efter en længere strid mellem UCI og arrangørerne af de store løb, blandt andet om hvilke hold som skal være med, blev der i september 2007 bestemt at løbene til disse arrangørerne går ud af ProTouren og ind i UCI Europe Tour. Dette indebærer at ProTour-holdene ikke længere er garanteret at stille op i disse løb (med undtagelse af Tour de France som indgår i verdenskalenderen sammen med OL og VM). Tour Down Under i Australien og en finale (ukendt sted) bliver nye indslag på ProTour-kalenderen. 
Løb som går ud af ProTouren
- Paris-Nice, Paris-Roubaix, La Flèche Wallonne, Liège-Bastogne-Liège, Tour de France og Paris-Tours – arrangeret af ASO
- Tirreno-Adriatico, Milano-Sanremo, Giro d'Italia og Lombardiet Rundt – arrangeret af RCS Sport
- Vuelta a España – arrangeret af Unipublic

## ProTour løb 2008
| Dato                      | Løb                      | Vinder              | Hold                 |
| ------------------------- | ------------------------ | ------------------- | -------------------- |
| 22. - 27. januar          | Tour Down Under          | André Greipel       | Team High Road       |
| 6. april                  | Flandern Rundt           | Stijn Devolder      | Quick Step           |
| 7. – 12. april            | Baskerlandet Rundt       | Alberto Contador    | Astana               |
| 9. april                  | Gent-Wevelgem            | Óscar Freire        | Rabobank             |
| 20. april                 | Amstel Gold Race         | Damiano Cunego      | Lampre-Fondital      |
| 29. april – 4. maj        | Romandiet Rundt          | Andreas Klöden      | Astana               |
| 19. – 25. maj             | Katalonien Rundt         | Gustavo César       | Karpin-Galicia       |
| 8. – 15. juni             | Dauphiné Libéré          | Alejandro Valverde  | Caisse d'Epargne     |
| 14. – 22. juni            | Tour de Suisse           | Roman Kreuziger     | Liquigas             |
| 22. juni                  | TTT Eindhoven            | holdløb             | aflyst               |
| 2. august                 | Clásica de San Sebastián | Alejandro Valverde  | Caisse d'Epargne     |
| 20. – 27. august          | ENECO Tour               | José Iván Gutiérrez | Caisse d'Epargne     |
| 25. august                | GP Ouest-France          | Pierrick Fedrigo    | Bouygues Telecom     |
| 29. august – 6. september | Tyskland Rundt           | Linus Gerdemann     | Team Columbia        |
| 7. september              | Vattenfall Cyclassics    | Robbie McEwen       | Silence-Lotto        |
| 15. – 21. september       | Polen Rundt              | Jens Voigt          | Team CSC - Saxo Bank |
| 5. oktober                | Finale                   |                     |                      |

## Resultater

### Individuel konkurrence
Opdateret pr. 6. april 2008
22 ryttere har fået point endtil videre i sæsonen. 
| Rang | Navn                 | Nationalitet | Hold               | Point |
| ---- | -------------------- | ------------ | ------------------ | ----- |
| 1    | André Greipel        | Tyskland     | Team High Road     | 62    |
| 2    | Stijn Devolder       | Belgien      | Quick Step         | 50    |
| 3    | Nick Nuyens          | Belgien      | Cofidis            | 40    |
| 4    | José Joaquín Rojas   | Spanien      | Caisse d'Epargne   | 38    |
| 5    | Juan Antonio Flecha  | Spanien      | Rabobank           | 35    |
| 6    | Alessandro Ballan    | Italien      | Lampre-Fondital    | 30    |
| 7    | Mickael Delage       | Frankrig     | Française des Jeux | 30    |
| 8    | George Hincapie      | USA          | Team High Road     | 25    |
| 9    | Mickael Buffaz       | Frankrig     | Cofidis            | 25    |
| 10   | José Alberto Benítez | Spanien      | Saunier Duval      | 21    |

#### Tidligere ledere
| Periode     | Rytter        | Hold           |
| ----------- | ------------- | -------------- |
| 27. januar- | André Greipel | Team High Road |

### Holdkonkurrencen
Opdateret pr. 27. januar 2008 
| Plads | Hold               | Nation   | Point |
| ----- | ------------------ | -------- | ----- |
| 1     | Française des Jeux | Frankrig | 20    |
| 3     | Caisse d'Epargne   | Spanien  | 18    |

### Nationskonkurrencen
Opdateret pr. 27. januar 2008 
| Plads | Nation   | Point |
| ----- | -------- | ----- |
| 1     | Spanien  | 69    |
| 2     | Tyskland | 64    |
| 3     | Frankrig | 55    |

## Hold
UCI ProTour 2008 består af følgende 18 hold:
| Kode | Officielt holdnavn    | Land       | Webside                                                                                      |
| ---- | --------------------- | ---------- | -------------------------------------------------------------------------------------------- |
| ALM  | AG2R - La Mondiale    | Frankrig   | www.ag2r-cyclisme.com Arkiveret 21. maj 2007 hos Wayback Machine                             |
| AST  | Astana Team           | Luxembourg | Arkiveret 16. oktober 2007 hos Wayback Machine                                               |
| BTL  | Bouygues Télécom      | Frankrig   | www.equipebouyguestelecom.fr                                                                 |
| GCE  | Caisse d'Epargne      | Spanien    | www.cyclisme-caisse-epargne.fr Arkiveret 9. november 2006 hos Wayback Machine                |
| COF  | Cofidis               | Frankrig   | www.equipe-cofidis.com                                                                       |
| C.A  | Crédit Agricole       | Frankrig   | www.credit-agricole.fr/partenariats/cyclisme/ Arkiveret 13. oktober 2005 hos Wayback Machine |
| CSC  | Team CSC              | Danmark    | www.team-csc.com Arkiveret 8. februar 2006 hos Wayback Machine                               |
| SIL  | Silence-Lotto         | Belgien    | www.davitamon-lotto.com Arkiveret 20. oktober 2006 hos Wayback Machine                       |
| EUS  | Euskaltel-Euskadi     | Spanien    | www.fundacioneuskadi.com Arkiveret 4. november 2005 hos Wayback Machine                      |
| FDJ  | Française des Jeux    | Frankrig   | [ 6 ]                                                                                        |
| GST  | Gerolsteiner          | Tyskland   | www.gerolsteiner.de Arkiveret 24. oktober 2005 hos Wayback Machine                           |
| LAM  | Lampre-Fondital       | Italien    | www.lampre-fondital.com Arkiveret 2. april 2006 hos Wayback Machine                          |
| LIQ  | Liquigas              | Italien    | www.teamliquigas.it Arkiveret 10. marts 2007 hos Wayback Machine                             |
| MRM  | Team Milram           | Tyskland   | www.team-milram.de                                                                           |
| QSI  | Quick Step-Innergetic | Belgien    | www.qsi-cycling.com Arkiveret 4. oktober 2006 hos Wayback Machine                            |
| RAB  | Rabobank              | Holland    | (Hollandsk)                                                                                  |
| SDV  | Saunier Duval-Scott   | Spanien    | www.saunierduvalteam.com                                                                     |
| THR  | Team High Road        | Tyskland   | www.highroadsports.com Arkiveret 23. september 2020 hos Wayback Machine                      |